# シスカイ

シスカイ共和国
iRiphabliki ye Ciskei

シスカイの位置

1. 

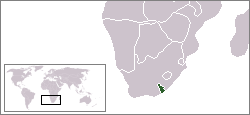
南部アフリカにおけるシスカイの位置

シスカイ（アフリカーンス語: Ciskei）は、南アフリカ共和国にかつて存在したバントゥースタン。

## 概要
現在の東ケープ州東部に位置した。「シスカイ」とは、「カイ川のこちら側」を意味する（トランスカイの反対）。

## 歴史
1961年、部族の首長たちによる地域評議会が南アフリカ政府主導で発足した。1972年に自治領に指定され、翌1973年にはシスカイ民族独立党（CNIP）を率いるレノックス・セベが第2代首相に就任した。教員出身のセベは部族の首長の権限を剥奪し、国防軍と警察による弾圧を行った。セベの独裁政治に反発してクーデターが続発するが、南アフリカ政府の支援を得て鎮圧した。
しかし1990年、外遊中に国防軍大佐のオウパ・グクォゾが全権を掌握し、軍事評議会を設立し自ら議長に就任した。南アフリカ政府はセベに見切りを付けてグクォゾを支援し、セベ派の鎮圧を行った。
1993年、南アフリカ政府がホームランドの廃止と南ア国籍の回復、全人種参加の総選挙実施を表明した。グクォゾはボプタツワナと同様に南アフリカ政府の方針に反発し、総選挙に向けた有権者登録作業への協力を拒否した。それに対して公務員や警察がゼネストを展開、ボプタツワナのマンゴーペ政権が崩壊する中、1994年3月に評議会議長を辞職し、行政権の返還を表明した。